# جيحوتي حتب
جيحوتي حتب كان أمير المقاطعة المصرية الخامسة عشر ونو في صعيد مصر خلال الأسرة الثانية عشرة عام 1900 ق.م.

## السيرة الشخصية
عاش جيحوتي حتب في عهد أمنمحات الثاني وسنوسرت الثاني وسنوسرت الثالث وكان واحدا من أقوى الأمراء في المملكة الوسطى. قبره هو الوحيد من بين مقابر دير البرشا الذي لم يتضرر من المتفجرات المستخدمة في طرق المحاجر والقبر معروف جيدًا بالجودة الرائعة لزخارفه.  لهذا السبب يعتقد أن جيحوتي حتب مات قبل الإجراءات الصارمة التي قللت من قوة أمراء المقاطعات التي أنشأها سنوسرت الثالث. في الواقع، عندما أصبح حكمهم وراثياً في نهاية المملكة القديمة أصبح الأمراء حكامًا محليين بشكل فعال على الرغم من أنهم ليسوا مستقلين عن الفراعنة. أدى هذا الوضع إلى تجاوزات في ممارسة السلطة التي ساءت بشكل مطرد خلال الفترة الانتقالية الأولى. استمرت الفوضي إلي أن فرض سنوسرت تدابير من شأنها منع إساءة استخدام السلطة في وقت لاحق من قبل الأمراء وتوقفت مماراساتهم عن تشكيل تهديد لسلامة الدولة المصرية. 

يوجد الآن اثنان من عضادات الابواب مصنعة من الحجر الجيري من مدخل مقبرة جيحوتي حوتب في متحف فلورنسا الأثري الوطني (الرقمان 7596 و 7597)، بعد أن تم شراؤها من قبل إرنستو شياباريللي في 1891-92. تسرد عضاداته العديد من ألقابه المدنية والدينية.
| G26 | Htp · p · t |

| G26 | Htp · p · t |

### «العملاق على زلاجة»
يُعرف جيحوتي حتب بشكل جيد من الزخرفة الشهيرة داخل قبره التي تمثل نقل تمثال ضخم له  والذي كان إرتفاعه 6.8 متر (22.3 قدم) و يتم نقله بواسطة 172 عاملاً باستخدام الحبال والزلاقات في جهد يتم تسهيله عن طريق سكب الماء أمام الشريحة. يبلغ وزنه التمثال التقديري 58 طن متري (57.1 طن كبير؛ 63.9 طن صغير)  تم تخريب صورة العملاق نفسه وتدميره بشكل لا يمكن إصلاحه في عام 1890 وتستند جميع الرسومات الحالية على صورة واحدة تم التقاطها في العام السابق من قبل الرائد براون. ويفترض أن نسبة 5٪ من الماء تسهل النقل بحوالي 30٪.

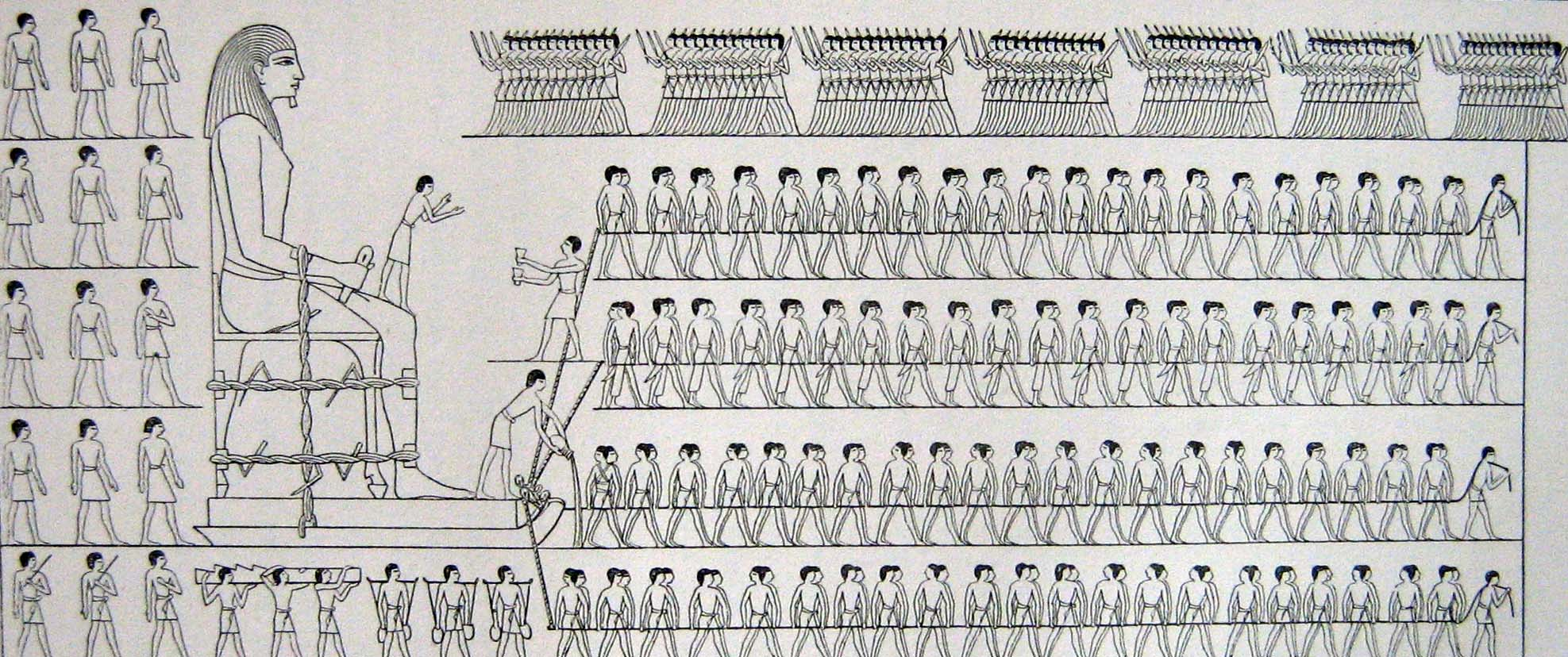
رسم تخطيطي لمشهد النقل في العملاق يظهر الماء يصب في مسار الزلاجة ، الذي رفضه علماء المصريات منذ فترة طويلة على أنه طقوس ، ولكن تم تأكيده الآن على أنه ممكن ، ساعد على زيادة صلابة الرمل ومن المحتمل ، تقليل القوة اللازمة للتحرك التمثال بنسبة 50٪